# Mia Krampl
Mia Krampl (Golnik, 21 de julio de 2000) es una deportista eslovena que compite en escalada.
Ganó dos medallas de plata en el Campeonato Mundial de Escalada, en los años 2019 y 2021, y una medalla de plata en el Campeonato Europeo de Escalada de 2022.

## Palmarés internacional
| Campeonato Mundial | Campeonato Mundial | Campeonato Mundial | Campeonato Mundial |
| Año                | Lugar              | Medalla            | Prueba             |
| ------------------ | ------------------ | ------------------ | ------------------ |
| 2019               | Hachioji (Japón)   | Medalla de plata   | Dificultad         |
| 2021               | Moscú (Rusia)      | Medalla de plata   | Combinada          |
| Campeonato Europeo |                    |                    |                    |
| Año                | Lugar              | Medalla            | Prueba             |
| 2022               | Múnich (Alemania)  | Medalla de plata   | Combinada          |